# Mayhem (pel·lícula)
Mayhem és una pel·lícula de terror d'acció estatunidenca del 2017 dirigida per Joe Lynch i escrita per Matias Caruso. La pel·lícula es va estrenar al festival de cinema South by Southwest el març de 2017, i l'art i el pòster de The Sales es van estrenar al Festival Internacional de Cinema de Canes el maig de 2017. Es va estrenar als cinemes dels EUA i en VOD i HD digital el 10 de novembre de 2017, a través de RLJE Films.

## Argument
Derek Cho explica a l'audiència el virus ID-7 "Red Eye", que s'ha anat estenent per tot el món. No és letal, però infecta les vies neuronals, eliminant tota inhibició i integritat moral, donant lloc a que la gent actuï els seus impulsos més foscos, que poden incloure l'assassinat. Nevil Reed va cometre el primer cas conegut d'assassinat provocat per ID-7, però no es va considerar responsable a causa de la influència del virus. Derek, un advocat de Towers and Smythe Consulting (TSC), va trobar l'escletxa que va guanyar el cas de Reed i li va fer guanyar una oficina a la cantonada. Derek va començar la seva feina ple d'optimisme, però ràpidament va perdre la seva brúixola moral pujant l'escala corporativa, fins i tot descuidant la seva família.
Un matí, Derek entra a la feina i es troba amb una clienta desesperada, Melanie Cross, que necessita més temps per a un préstec. En Derek creu que no pot ajudar-la i crida a seguretat. Després de descobrir que un cas legal fallit per a la gran empresa Vanda Corp. ha estat fixat sobre ell per la seva superior, Kara Powell ("La sirena", ja que té l'oïda del cap de la companyia John Towers), Derek s'enfronta a ella. Defensen els seus casos a Towers, que ordena acomiadar a Derek. El cap de Recursos humans, Lester "The Reaper" McGill, ofereix un important paquet de cessaments a canvi que Derek reclami la responsabilitat. Derek, amb por de ser inhabilitat i demandat, rebutja això, així que la seguretat comença a escortar a Derek.
Al mateix temps, l'edifici es posa en quarantena ja que s'ha detectat el virus ID-7 al sistema de ventilació. Es va alliberar un agent neutralitzant a l'edifici, amb un temps estimat de vuit hores perquè el virus s'elimini. No obstant això, tothom a l'edifici s'infecta ràpidament, provocant caos, violència i sexe.
En Derek intenta agafar l'ascensor a dalt per protestar davant Towers i la junta directiva per la seva feina. En canvi, Towers envia Derek al soterrani per ser colpejat per l'executor de Towers, Colton "The Bull" Snyder. L'amic de Derek, Ewan, arriba per ajudar-lo, però el The Bull el mata sense voler, la qual cosa enfureix encara més a Derek. The Bull deixa inconscient a Derek amb artells de metall.
En Derek està tancat juntament amb la Melanie, que s'havia resistit a la seguretat. Es barallen però finalment arriben a un acord; si Melanie ajuda a Derek a pujar l'edifici per arribar a Towers i al consell d'administració, la portarà a Irene Smythe, la dona que va signar l'execució hipotecaria de la propietat de Melanie. Derek truca a Vanda Corp., assegurant la seva innocència en el cas mal gestionat i costant a TSC un pagament de Vanda Corp. En adonar-se que no seran responsables de les seves accions, Derek i Melanie agafen armes, amb la intenció de responsabilitzar la gent de l'últim pis de les seves respectives situacions dolentes, però necessiten les targetes clau de The Reaper i Kara per arribar-hi. En Derek enderroca dos guàrdies de seguretat enviats per atacar-los.
De camí cap a The Reaper, Derek incapacita dos guàrdies més. The Reaper els ataca; Melanie el mata brutalment amb una serra elèctrica. En Derek i la Melanie utilitzen la seva targeta per pujar a l'oficina de la Kara. S’enfronten brutalment a cinc dels companys de feina de Kara. Kara li ofereix una targeta per a la seva seguretat, però la seva soferta ajudant Meg ja l'ha destruïda, després d'haver-se proposat una promoció per fer-ho per protegir els de dalt. La Meg talla la llengua a <la Sirena i la mata. Towers es burla de Derek orinant sobre el cadàver d'Ewan. La Melanie consola en Derek i tenen sexe.
Com que necessitent un altre mètode per pujar al pis de dalt, Derek i Melanie convencen l'únic treballador de TI de l'empresa per piratejar la comunicació d'Irene Smythe, descarregant-la. Ofereixen els fitxers de Smythe a canvi de la seva targeta i una revocació de la seva negació original de l'extensió del préstec de Melanie. Smythe es nega, afirmant que els contractes signats durant aquest període es poden invalidar citant el virus. Melanie destrueix els fitxers de Smythe. The Bull ataca a Derek però és assassinat amb un tornavís. Smythe ofereix a Derek accés al pis superior a canvi de venjar-se de la Melanie. Derek accepta, però saboteja les restriccions de Melanie. La Melanie s'escapa i mata a Smythe amb un martell.
Al pis superior, Towers ofereix a Derek una associació completa, però Derek es nega. La grua defensa els assistents de Towers i lluita contra Towers. La junta de TSC li dóna permís per matar Towers, de manera que Derek el colpeja de l'edifici fins a la seva mort just quan s'aixeca la quarantena.
En Derek accepta l'oferta de la junta de treball de Towers. Amplia el préstec de Melanie, després abandona l'empresa de manera eficient i després se'l veu pintant amb Melanie. Aconsella al públic que prengui el control de les seves pròpies vides abans que sigui massa tard, acompanyat d'un tret de Towers tocant el terra, morint immediatament.

## Repartiment
- Steven Yeun com a Derek Cho[5]
- Samara Weaving com a Melanie Cross[5]
- Steven Brand com a John "The Boss" Towers[5]
- Caroline Chikezie com a Kara "The Siren" Powell[5]
- Kerry Fox com a Irene Smythe[5]
- Dallas Roberts com a Lester "The Reaper" McGill[5]
- Mark Frost com a Ewan Niles
- Claire Dellamar com a Meg
- André Eriksen com a Colton "The Bull" Snyder
- Nikola Kent com a Oswald
- Lucy Chappell com a Jenny
- Olja Hrustic com a CDC Official
- Bojan Peric com a Miles
- Annamaria Serda com a Brenda
- Jovana Prosenik com a Dena
- Joe Lynch com a Ray el noi IT (sense acreditar)[6]

## Producció
Mayhem es va rodar a Belgrad, Sèrbia, el març de 2016 durant 25 dies. Joe Lynch va explicar en una entrevista que la decisió es va reduir, dient que "havíem de trobar un lloc que ens donés la major quantitat de dies per rodar. Vam anar primer a Pittsburgh i ens van dir 15 dies. Després vam va anar a Nova Orleans i van dir 17 dies. Després vam provar Vancouver i van dir 18 dies. Però no era prou temps." Sèrbia també va ser el lloc de rodatge de la seva pel·lícula anterior, Everly.

## Recepció
A Rotten Tomatoes, la pel·lícula té una puntuació del 85%, basada en ressenyes de 60 crítics, amb una puntuació mitjana de 7,22/10. El consens de les lectures crítiques del lloc web: "Mayhem ofereix una violència amb estil per part de la galleda de sang, i fonamenta tot el caos titular amb un humor agut i una angoixa econòmica del món real sorprenentment eficaç". A Metacritic, la pel·lícula té una puntuació de 62 sobre 100, basada en les crítiques de 13 crítics, que indiquen "crítiques generalment favorables".
Joe Leydon de Variety la va anomenar "Una indie intel·ligentment construïda i sarcònicament divertida amb una actitud que d'alguna manera gestiona la proesa delicada de ser exuberant fins i tot encara que es mantingui constantment al punt".
Richard Roeper del Chicago Sun-Times va escriure: "El Mayhem fantàsticament creatiu, subversiu i tarantinesc de Joe Lynch és una sàtira social entretingudament sagnant, fosca i retorçada, però és encara més satisfactòria per a aquells de nosaltres que vam estimar Glenn de Steven Yeun a The Walking Dead."